# Claus Flygare
Claus Flygare (født 20. august 1945 i Brønshøj) er en dansk skuespiller, forfatter og teaterdirektør. 
Han har arbejdet på bl.a. Jomfru Ane Teatret og Mammutteatret. Endvidere har han bidraget til DRs tv-satireprogrammer.
Flygare er desuden tekstforfatter til nogle af Jomfru Ane Bands politiske sange.
I 2008 modtog han Reumertprisen (sammen med Kari Vidø og Lars Kjeldgaard) som årets dramatiker for Mammutteatrets forestilling Fobiskolen.

## Filmografi
- Et skud fra hjertet – 1986
- Isolde – 1989
- Dagens Donna – 1990
- Europa – 1991
- Det forsømte forår – 1993
- Den attende – 1996
- Riget II – 1997
- Nattens engel – 1998
- Bleeder – 1999
- Manden som ikke ville dø – 1999
- Olsenbandens første kup' (1999) Tv-julekalender
- Kat – 2001
- Anja og Viktor – 2001
- Fluerne på væggen – 2005
- Efter brylluppet – 2006
- Rene hjerter – 2006
- Broderskab - 2010
- Stefan (2010)
- Tarok - 2013
- Jens Munk NordvestXpeditionen - 2015
- Needle Boy - 2016
- Happy ending - 2018

## Sangtekster
- Krisens Dance Macabre
- Håbets Gård
- Rebild 76
- Frygtens Fugl
- Normalrock
- Den Stumme Lakaj
- Balladen om A-kraft
- Propaganda Maskinen
- Ekspertrag
- Reaktionen Marcherer
- Bos Drømmesang